# 維摩経

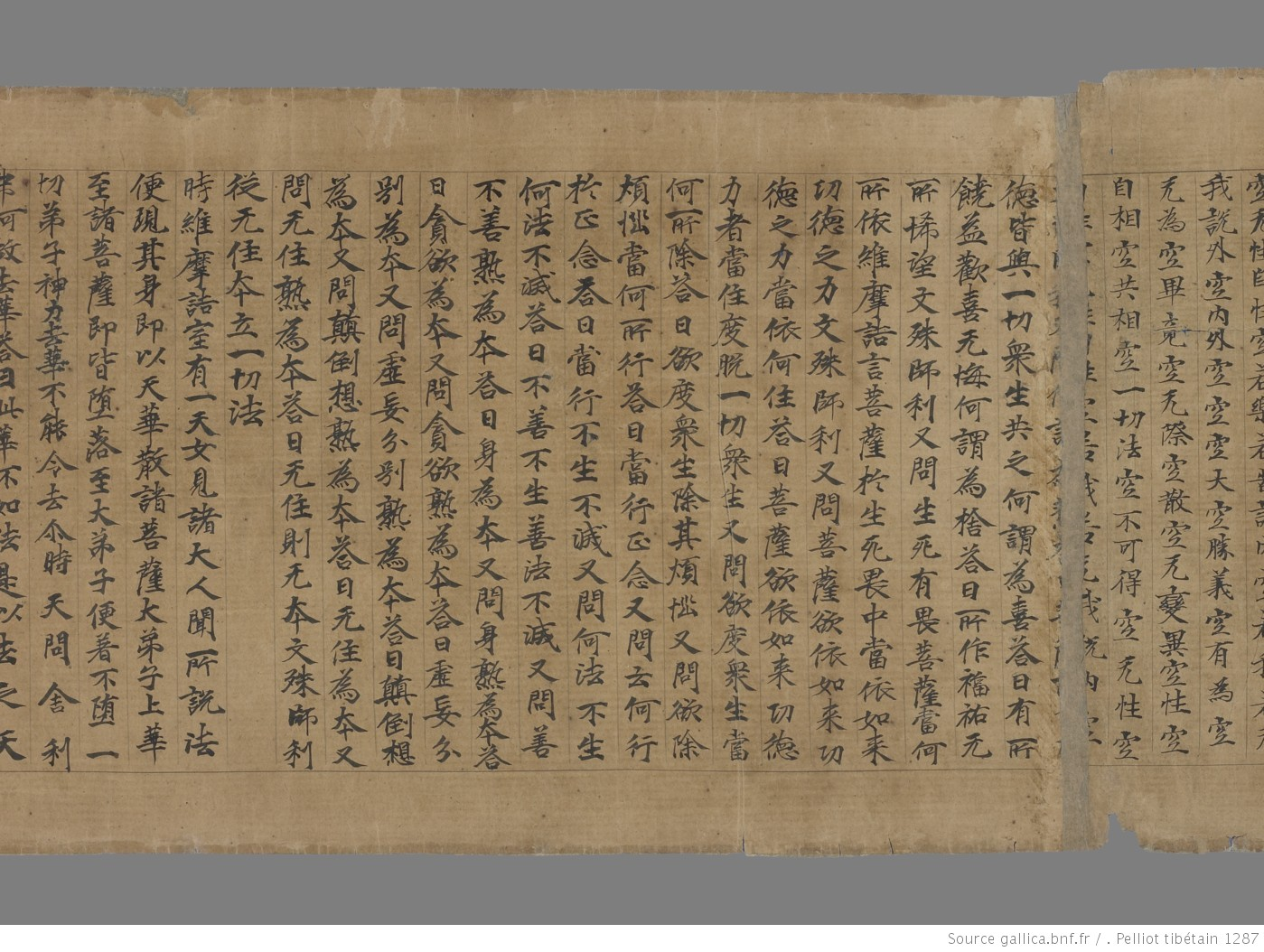
敦煌莫高窟第17窟でポール・ペリオによって発見された『維摩経』断簡。裏面は『吐蕃賛普伝記』。

『維摩経』 （ゆいまきょう、ゆいまぎょう、梵: Vimalakīrti-nirdeśa Sūtra 蔵: དྲི་མ་མེད་པར་གྲགས་པས་བསྟན་པ་ཞེས་བྱ་བ་མདོ ヴィマラキールティ・ニルデーシャ・スートラ）は、大乗仏教経典の一つ。別名『不可思議解脱経』（ふかしぎげだつきょう）。
サンスクリット原典と、チベット語訳、3種の漢訳が残存する。漢訳は7種あったと伝わるが、支謙訳『維摩詰経』・鳩摩羅什訳『維摩詰所説経』・玄奘訳『説無垢称経』のみ残存する。一般に用いられるのは鳩摩羅什訳である。
チベット訳のものは漢訳のものよりも本来の姿に近いと言われ、より常識に挑むような、火花を散らす文典となっている。
日本でも、仏教伝来間もない頃から広く親しまれ、聖徳太子の三経義疏の一つ『維摩経義疏』を始め、今日まで多数の注釈書が著されている。

## 概要
維摩経は初期大乗仏典で、全編戯曲的な構成の展開で旧来の仏教の固定性を批判し在家者の立場から大乗仏教の軸たる「空思想」を高揚する。
内容は中インド・ヴァイシャーリーの長者ヴィマラキールティ（維摩詰、維摩、浄名）にまつわる物語である。
維摩が病気になったので、釈迦が舎利弗・目連・迦葉などの弟子達や、弥勒菩薩などの菩薩にも見舞いを命じた。しかし、みな以前に維摩にやりこめられているため、誰も理由を述べて行こうとしない。そこで、文殊菩薩が見舞いに行き、維摩と対等に問答を行い、最後に維摩は究極の境地を沈黙によって示した。
維摩経は明らかに般若経典群の流れを引いているが、大きく違う点もある。
- 一般に般若経典は呪術的な面が強く、経自体を受持し読誦することの功徳を説くが、維摩経ではそういう面が希薄である。
- 般若経典では一般に「空」思想が繰り返し説かれるが、維摩経では「空」のような観念的なものではなく現実的な人生の機微から入って道を窮めることを軸としている。

## 普及
インドにおいては、2世紀頃にはナーガルジュナ（龍樹）が他の思想家に先駆けて『維摩経』の研究を行った。『大智度論』や『中論』において、彼は『維摩経』の引用をたびたび行い、自説の補強を図っている。また、仏教学者の石田瑞麿によれば、4世紀頃から5世紀頃に活躍した瑜伽派のヴァスバンドゥ（世親）は、浄土教について説いた『浄土論』に登場する比喩を『維摩経』から引いていたようである。さらに、7世紀には、チャンドラキルティー（月称）が『中論釈』で、シャーンティデーヴァ（寂天）が『大乗集菩薩学論』において、この経典を引いている。同時期にインドに赴いた玄奘によると、維摩は現地の人々に実在視されており、ヴァイシャーリー市には彼に由来するとされる史跡が残っていたとしている。
『維摩経』はインドを超えて中央アジア、中国へと広まった。中央アジアにおいてはコータン語やソグド語に翻訳された。また、莫高窟などに見られるような維摩変や維摩図像が制作されるなど、民衆にも受容されていたようである。
中国における初訳は、後漢の漢人出家者であった厳仏調による『古維摩詰経』である。しかし、こちらは早い段階で散逸したらしく、後代への影響も明らかではない。その後、三国時代には江南で活動した支謙が『維摩詰経』二巻を、西晋では渡来僧の竺叔蘭と竺法護がそれぞれ『異維摩詰経』三巻と『維摩詰諸説法門経』一巻を著した。竺叔蘭・竺法護らの訳は現存しないが、当時流行していた清談と相まって、格義仏教の成立に大きく寄与したと考えられる。中国、そして朝鮮と日本に徹底的な影響を残したのが、五胡十六国時代の僧侶、鳩摩羅什による漢訳『維摩経』である。同時代のギータミトラ（祇多蜜）や、唐代の玄奘によるより正確な訳『説無垢称経』は用いられることはほぼなく、もっぱら鳩摩羅什の訳によって維摩経の研究が行われた。特に、鳩摩羅什の弟子であった後秦の僧侶、僧肇が完成させた中国における最初の注釈書、『註維摩詰経』は、もっとも基本的な注釈と考えられ、現代における維摩経研究においても重要視されている。

## 不二法門
維摩経の内容として特徴的なのは、不二法門（ふにほうもん）といわれるものである。不二法門とは互いに相反する二つのものが、実は別々に存在するものではない、ということを説いている。例を挙げると、生と滅、垢と浄、善と不善、罪と福、有漏（うろ）と無漏（むろ）、世間と出世間、我と無我、生死（しょうじ）と涅槃、煩悩と菩提などは、みな相反する概念であるが、それらはもともと二つに分かれたものではなく、一つのものであるという。
たとえば、生死と涅槃を分けたとしても、もし生死の本性を見れば、そこに迷いも束縛も悟りもなく、生じることもなければ滅することもない。したがってこれを不二の法門に入るという。
これは、維摩が同席していた菩薩たちにどうすれば不二法門に入る事が出来るのか説明を促し、これらを菩薩たちが一つずつ不二の法門に入る事を説明すると、文殊菩薩が「すべてのことについて、言葉もなく、説明もなく、指示もなく、意識することもなく、すべての相互の問答を離れ超えている。これを不二法門に入るとなす」といい、我々は自分の見解を説明したので、今度は維摩の見解を説くように促したが、維摩は黙然として語らなかった。文殊はこれを見て「なるほど文字も言葉もない、これぞ真に不二法門に入る」と讃嘆した。
この場面は「維摩の一黙、雷の如し」として有名で、『碧巌録』の第84則「維摩不二」の禅の公案にまでなっている。

## 原典・主な訳注
- 渡邊海旭 『國譯維摩詰所説經』（國譯大藏經 第十巻 解題・原文）國民文庫刊行会、1917年、原文は弘教藏より収録
  - 同上（復刻）第一書房、1974年 ISBN 978-4-8042-0251-8
- 長尾雅人 『維摩経、首楞厳三昧経　大乗仏典7』、新版：中央公論新社「中公文庫」、2002年 ISBN 978-4122040786、チベット語訳からの現代語訳、後者は丹治昭義と共訳。
- 『梵蔵漢対照 維摩經』、『智光明莊嚴經』解説、大正大学綜合仏教研究所梵語佛典研究会編、大正大学出版会、2004年 ISBN 4-924297-16-X
- 『梵蔵漢対照 維摩経』大正大学綜合仏教研究所梵語佛典研究会編、大正大学出版会、2004年 ISBN 4-924297-17-8
- 高橋尚夫[11]・西野翠[12] 『梵文和訳　維摩経』 春秋社、2011年 ISBN 978-4-393-11308-0
- 植木雅俊 『維摩経　梵漢和対照・現代語訳』 岩波書店、2011年 ISBN 978-400-0254137（パピルス賞受賞）
  - 改訂版『維摩経　サンスクリット版全訳　現代語訳』 角川ソフィア文庫、2019年 ISBN 978-404-4004873。上記より現代語訳と訳注・解説を抜粋改訂した。
  - 『梵文「維摩経」翻訳語彙典』 法藏館、2019年 ISBN 978-4-8318-7023-0 (経典研究で、上記を翻訳する際の〝翻訳作業ノート〟)
- 石田瑞麿 『維摩経　不思議のさとり』 平凡社東洋文庫、1966年。漢訳仏典に基づく、Kindle版で再刊
- 高崎直道校註『新国訳大蔵経 インド撰述部　維摩経ほか』 大蔵出版、1993年

### 主な解説講話
- 鎌田茂雄 『維摩経講話』講談社学術文庫、1990年 ISBN 978-4-06-158919-3
- 紀野一義 『維摩経 佛典講座』大蔵出版、新装版2004年 ISBN 978-4804354514
- 菅沼晃 『維摩経をよむ』日本放送協会出版〈NHKライブラリー〉、1999年
  - 増訂版『誰でもわかる維摩経』大法輪閣、2011年 ISBN 9784804613208
- 『ひろさちやの『維摩経』講話』春秋社、2012年 ISBN 9784393135525
- 長尾雅人 『『維摩経』を読む』岩波現代文庫（新版）、2014年 ISBN 978-4-00-600320-3。旧版：岩波書店<岩波セミナーブックス>、1986年
- 白石凌海 『維摩経の世界　大乗なる仏教の根源へ』講談社選書メチエ、2019年 ISBN 978-4065178904
- 大角修訳・解説 『維摩経・勝鬘経　全文現代語訳』角川ソフィア文庫、2022年、ISBN 978-4-04-400699-0

## 注・出典
1. ↑  「ニルデーシャ」（nirdeśa）とは、「演説・説教」のこと。
2. ↑  それ以前は逸失したものと思われていたが、1999年に大正大学学術調査隊によって、チベット・ラサのポタラ宮のダライ・ラマの書斎で発見された。
3. ↑  『大乗仏典 維摩経』中央公論新社、2002年8月25日。
4. ↑  この病気は、風邪や腹痛、伝染病などではない。維摩の言葉、「衆生が病むがゆえに、我もまた病む」は大乗仏教の慣用句となっている。
5. ↑  石田 1966, p. 247.
6. ↑  石田 1966, p. 251.
7. 1 2  石田 1966, p. 252.
8. 1 2  石田 1966, p. 253.
9. ↑  羅什の説と、同じく羅什の門下にあった竺道生の説、そして僧肇自身の説を併記している。
10. ↑  石田 1966, p. 256.
11. ↑  大正大学教授
12. ↑  大正大学総合仏教研究所研究員